# Marek Špilár
Marek Špilár (n. 11 februarie 1975, Stropkov, Prešovský kraj, Slovacia – d. 7 septembrie 2013, Prešov, Prešovský kraj, Slovacia) a fost un fotbalist slovac.
Între 1997 și 2002, Špilár a jucat 30 de meciuri pentru echipa națională a Slovaciei.

## Statistici
| Slovacia | Slovacia | Slovacia |
| An       | Meciuri  | Goluri   |
| -------- | -------- | -------- |
| 1997     | 11       | 0        |
| 1998     | 12       | 0        |
| 1999     | 1        | 0        |
| 2000     | 0        | 0        |
| 2001     | 0        | 0        |
| 2002     | 6        | 0        |
| Total    | 30       | 0        |